# Clan MacNaughton (Schiff, 1911)
Die Clan MacNaughton war ein 1911 in Dienst gestellter, britischer Stückgutfrachter der in Liverpool ansässigen Reederei Clan Line Steamers Ltd. Gebaut wurde der nach dem schottischen Clan der MacNaughton benannte Frachter von der in Linthouse (einem Distrikt von Glasgow) sitzenden Werft Alexander Stephen and Sons. Der Stapellauf des 1910 in Auftrag gegebenen Frachters fand am 28. Juni 1911 statt, die Indienstnahme erfolgte am 8. August 1911. Nach Ausbruch des Ersten Weltkrieges im Sommer 1914 wurde das Schiff im November 1914 von der Royal Navy requiriert und unter der Bezeichnung beziehungsweise mit der Kennung HMS Clan MacNaughton (M81) als bewaffneter Hilfskreuzer eingesetzt. In dieser Funktion geriet das Schiff vermutlich um den 3. Februar 1915 und aus nicht sicher eruierten Gründen mit der gesamten Besatzung westlich der Äußeren Hebriden in Verlust.

## Technische Daten
Die aus Stahl gebaute Clan MacNaughton war maximal 130,96 m lang und 16,33 m breit. Der Tiefgang im Durchschnitt lag etwa 8,30 m, stieg bei voller Beladung allerdings auf 10,50 m. In beladenem Zustand lag der Freibord bei etwa 2,30 m. Drei Dampfkessel, die mit bis zu 200 Pfund pro Quadratzoll gefahren werden konnten, und eine dreizylindrige Dreifach-Expansionsmaschine mit 4000 PSi ermöglichten dem Schiff (bei maximal 110 Wellen-Umdrehungen pro Minute) eine Höchstgeschwindigkeit von etwa 14 kn (rund 26 km/h). Der Frachter war mit 4985 BRT vermessen und konnte bis zu 8100 Tonnen Frachtgut aufnehmen. Im Rahmen des Umbaus zu einem Hilfskreuzer (armed merchant cruiser) erhielt das Schiff eine Bewaffnung, welche aus acht älteren 12-cm-Geschützen bestand. Da neben den Bedienmannschaften für die Geschütze auch noch bewaffnete Prisenkommandos an Bord untergebracht wurden – darunter auch 36 Royal Marines –, wuchs die Besatzung im Rahmen der Umrüstung auf mehr als 280 Personen an.

## Dienstzeit
Nach der Indienststellung im August 1911 wurde die Clan MacNaughton auf den Handelsrouten zwischen dem Vereinigten Königreich und Britisch-Indien eingesetzt, wobei das Schiff in regelmäßigen Abständen den Suezkanal passierte. Auf diesen Fahrten nahm der Frachter in Britisch-Indien zumeist Baumwolle, Zucker, Tee und Hölzer an Bord, die dann nach Großbritannien verbracht wurden; auf der Hinfahrt nach Britisch-Indien wurden oftmals Kleidung und Garne transportiert. In dieser Funktion kam das Schiff bis zum Ausbruch des Ersten Weltkrieges zum Einsatz. Am 19. November 1914 wurde der Frachter von der Royal Navy requiriert und bis Ende 1914 in Glasgow zu einem Hilfskreuzer umgerüstet. Noch während des Umbaus übernahm Commander Robert Jeffreys das Kommando über den Hilfskreuzer; er war der erste und zugleich auch letzte Kommandant des Schiffes. Ab Dezember 1914 unternahm die Clan MacNaughton als Teil des 10. Kreuzergeschwaders beziehungsweise der sogenannten Northern Patrol Patrouillenfahrten zwischen Schottland, Island und den Lofoten. Ziel war es dabei, nach Möglichkeit deutsche Handelsschiffe und Blockadebrecher aufzubringen.

## Untergang
Das genaue Schicksal des Schiffes ist bis heute nicht geklärt. Die Clan MacNaughton befand sich Anfang Februar 1915 auf einer Patrouillenfahrt westlich der Äußeren Hebriden. Eine letzte Meldung des Schiffes erfolgte am 3. Februar 1915, zu diesem Zeitpunkt stand der Hilfskreuzer rund 20 Seemeilen nordnordwestlich der Insel St. Kilda und befuhr die sogenannte Patrol Line D der Northern Patrol. In dieser Funkmeldung wurde mitgeteilt, dass sich das Schiff inmitten eines der stärksten je vom 10. Kreuzergeschwader erlebten Sturmereignisse befinde. Die Intensität des Sturmes wurde auch von anderen Schiffen der Northern Patrol bestätigt, so verlor der Hilfskreuzer Patuca, der sich zur gleichen Zeit im beinahe gleichen Seegebiet aufhielt, Teile der Ausrüstung und Deckmunition durch Seeschlag und meldete Windstärken von 11 bis 12.
Danach meldete sich die Clan MacNaughton nicht mehr. Nachdem der Hilfskreuzer auf weitere Funksprüche nicht reagiert hatte, begann die Royal Navy noch in den Abendstunden des 3. Februar mit der Suche nach dem Schiff. Dieses über mehrere Tage hinweg durchgeführte Unterfangen durch drei andere Hilfskreuzer der Northern Patrol, darunter auch die genannte Patuca, blieb erfolglos. Lediglich am 8. Februar 1915 fand dieser Hilfskreuzer ein auseinandergezogenes Trümmerfeld, etwa auf 60° 25’ N, 09° 37’ W. Die hierbei aufgefundenen Wrackteile wiesen Spuren einer Explosion auf, konnten aber nicht zur Sicherheit der Clan MacNaughton zugeordnet werden. Das Schicksal des Schiffes blieb somit unklar. Leichen oder gar Überlebende wurden nie gefunden. Mit dem Schiff waren Commander Jeffreys und alle 280 Besatzungsmitglieder (20 Offiziere und 260 Mannschaftsdienstgrade) untergangen, darunter auch 50 Schiffsjungen, die gerade erst zur Ausbildung an Bord genommen worden waren. Dieser Umstand führte dazu, dass darüber spekuliert wurde, dass die relative Unerfahrenheit der Besatzung in jenem schweren Sturm den Verlust zumindest begünstigt haben könnte. Da die von der Patuca aufgefundenen Trümmerreste, deren Ursprung aber als unsicher gelten muss, Explosionsspuren aufwiesen, wurde zudem die Theorie aufgestellt, dass der Hilfskreuzer im Sturm mit einer treibenden Seemine zusammengestoßen sein könnte, was dann zum Untergang geführt hatte.
Letztlich beweisen lässt sich diese Vermutung nicht zur Sicherheit, auch wenn manche Fachkreise einen Verlust durch einen Minentreffer angeben, während andere Quellen wiederum auf den Sturm als Verlustursache verweisen.